# Хорњи Јелењи
Хорњи Јелењи (чеш. Horní Jelení) град је у Чешкој Републици. Град се налази у управној јединици Пардубички крај, у оквиру којег припада округу Пардубице.

## Становништво
Према подацима о броју становника из 2014. године град је имао 2.017 становника.